# مالكوم بينيت
مالكوم بينيت (بالإنجليزية: Malcolm Bennett)‏ هو كاتب بريطاني، ولد في 21 سبتمبر 1958، وتوفي في 1 مارس 2015.